# Логово змея
«Логово змея» (англ. Serpent's Lair) — американский триллер 1995 года режиссёра Джеффри Рейнера. Премьера фильма состоялась 9 августа 1996 года.

## Сюжет
В приступе страдания мужчина бегает по горящей комнате с ножом, потом садится на колени, отрезает себе половые органы и умирает.
По прошествии некоторого времени в эту же комнату с обгорелыми стенами вселяются муж Том Бэннетт и жена Алекс. В день осмотра комнаты, откуда ни возьмись, в комнате появляется чёрная кошка, которую семья решает оставить себе. Соседи новосёлов представляют собой тоже довольно странных людей: человек, который никогда не здоровается, и дед, явно неравнодушный к тёще Тома. Вскоре в семействе начинают происходить непонятные вещи: Тому каждую ночь снятся эротические сны с одной и той же девушкой, которая предлагает Тому себя.
Однажды кошка подстраивает ситуацию, способствующую тому, чтобы Алекс упала с лестницы, в результате чего та попадает в больницу. Пока Алекс находится в больнице, к Тому приходит симпатичная девушка Лилит и представляется сестрой Кэмерона — одного из соседей. Лилит соблазняет Тома, и они начинают при любой возможности заниматься сексом, а всех, кто стоит на её пути, она уничтожает. Наконец выясняется, что Лилит — вовсе не сестра Кэмерона, а настоящая ведьма.

## В ролях
1. Джефф Фэйи — Том Беннетт
2. Лиза Барбушиа — Лилит
3. Энтони Палермо — Марио
4. Кэтлин Нун — Бетти
5. Хизер Медуэй — Алекс Беннетт
6. Джек Кехлер — оккультист
7. Тейлор Николс — Пол Дуглас
8. Патрик Бошо — Сэм
9. Стюарт Блетт — полицейский[источник не указан 2064 дня]